# توماس إيواساكي
توماس إيواساكي (بالإسبانية: Tomás Iwasaki)‏ هو رياضي ولاعب كرة قدم بيروفي، ولد في 13 نوفمبر 1937 في مقاطعة ميرافلوريس، ليما في بيرو. لعب مع نادي يونيفرسيتاريو.

## وصلات خارجية
- توماس إيواساكي على موقع ناشيونال فوتبول تيمز (الإنجليزية)
- توماس إيواساكي على موقع عالم كرة القدم.نت (الإنجليزية)
- توماس إيواساكي على موقع أوليمبيديا (الإنجليزية)